# Thomas John Barnardo
Thomas John Barnardo (Dublino, 4 luglio 1845 – Londra, 19 settembre 1905) è stato un filantropo irlandese, fondatore e direttore di case per bambini poveri. Dalla fondazione della sua prima casa nel 1867 alla data della sua morte, Barnardo aveva salvato e dato una vita migliore a più di 60.000 bambini..
Sebbene Barnardo non abbia mai terminato i suoi studi presso l'Ospedale di Londra, ha usato il titolo di "dottore" e in seguito si è assicurato la licenza.

## Primi anni di vita
Barnardo nacque a Dublino, in Irlanda, nel 1845. Era il quarto di cinque figli (uno morì di parto) di John Michaelis Barnardo, un pellicciaio, e della sua seconda moglie, Abigail, una donna inglese e membro del movimento dei Fratelli di Plymouth. nel 1840, John emigrò da Amburgo a Dublino, dove fondò un'impresa; si sposò due volte ed ebbe sette figli. Le origini di Barnardo sono incerte; la famiglia "tracciava la sua origine a Venezia, seguita dalla conversione al luteranesimo nel XVII secolo", ma altri affermano che aveva radici giudeo-germaniche.

## Le case del dottor Barnardo
Con l'intenzione di qualificarsi per il lavoro missionario medico in Cina, Barnardo studiò medicina all'ospedale a Londra, e successivamente a Parigi e Edimburgo, dove divenne membro del Royal College of Surgeons.
L'opera evangelica svolta insieme ai suoi studi di medicina a Londra servì a far conoscere il gran numero di bambini indigenti nelle città dell'Inghilterra. Incoraggiato dal sostegno del VII conte di Shaftesbury e del I conte di Cairn, rinunciò presto alla sua ambizione di condurre una vita missionaria in Cina e iniziò quello che sarebbe poi diventato il lavoro della sua vita. Nel 1867 fu aperta la Barnardo home al 18 di Stepney Causeway, a Londra. La sua fondazione Barnardo's esiste ancora oggi e ha sede a Londra.
Nel 1873 sposò Siria Louise Elmslie. Ha ricevuto una casa a Barkingside come regalo di nozze. Lui e la moglie hanno avuto 7 figli insieme. La loro figlia Marjorie è nata con la sindrome di Down. Grazie a questa esperienza di cura dei bambini malati, ha aperto diverse case per bambini con malattie fisiche e mentali. Morì di angina pectoris a Londra.
Grazie a lui, lo stato ha iniziato a prestare maggiore attenzione alla protezione dei bambini dall'abbandono e dagli abusi.

## Controversie
Le difficoltà finanziarie degli orfanotrofi hanno portato Barnado a vendere 18.000 bambini in Canada e Australia. Alcuni di questi bambini sono stati collocati in fattorie dove godevano di meno diritti - e meno affetto - rispetto ai figli dei contadini.
È stata criticata anche la promozione dei suoi orfanotrofi che mostravano le foto dei bambini "prima" e "dopo" la loro acquisizione.